# Цыбинка (гмина)
Цыбинка (пол. Cybinka) — гмина (волость) в Польше, входит как административная единица в Слубицкий повет, Любушское воеводство. Население — 6761 человек (на 2004 год).

## Соседние гмины
1. Гмина Губин
2. Гмина Машево
3. Гмина Жепин
4. Гмина Слубице
5. Гмина Тожим